# Махеша Пандит
Махе́ша Па́ндит (IAST: Maheśa Paṇḍita) — кришнаитский святой, живший в Бенгалии в XVI веке. Был одним из ближайших сподвижников Нитьянанды. Принадлежит к группе двенадцати кришнаитских святых двадаша-гопал. Согласно гаудия-вайшнавскому богословию Махеша Пандит в вечных играх Кришны служит Кришне и Балараме как пастушок Махабаху. В «Чайтанья-чаритамрите» описывается, что Махеша Пандит «наслаждался Кришна-премой, танцуя как безумный под звуки огромного барабана». Махеша был особенно дорог Нитьянанде, с которым он активно путешествовал и проповедовал гаудия-вайшнавизм. Махеша Пандит установил божества Чайтаньи и Нитьянанды, Радха-Мадана-мохана, Радха-Говинды и Гопинатхи. В области 64 самадхи во Вриндаване расположен пушпа-самадхи Махеши Пандита.